# Creu del camí de Clariana
La Creu del camí de Clariana és una obra de l'Arboç (Baix Penedès) inclosa a l'Inventari del Patrimoni Arquitectònic de Catalunya.

## Descripció
La creu té una peanya troncocònica sobre un esgraonat format per dues plataformes circulars. La columna, de forma hexagonal, està coronada per una creu de pedra molt malmesa.

## Història
L'any 1460 es va posar aquesta creu al camí de Vilanova (actualment camí de Clariana). Al 1858, a aquesta creu i a la de la plaça de la Badalota se'ls hi va posar una creu de ferro perquè ambdues havien perdut la de pedra. L'any 1925 només quedava la peanya i la columna.
L'any 1947 va ser restaurada per iniciativa del senyor Josep Mª Jané i Samsó, regidor de l'Ajuntament. Es van arreglar les escales i al capdamunt es va col·locar una creu de pedra molt malmesa que es va trobar entre les runes de la crema de l'església al 1936.